# هجوم جامعة غاريسا
في 2 أبريل/نيسان 2015، قام رجال مسلحون باقتحام كلية جامعة گاريسا في مقاطعة گاريسّا في كينيا، مؤدين لمقتل ما لا يقل عن 147 طالبًا، وجرح 79 أو يزيد. ادعى المنفذون بأنهم من حركة الشباب الصومالية، قائلين بأنهم هاجموا الجامعة لأنها كانت في إقليم مسلمين مستعمر من قِبَل غير المسلمين. قام المنفذون بأخذ العديد من الطلاب كرهائن، ثم أطلقوا سراح المسلمين فقط. انتهى الحصار بمقتل المسلحين الأربعة.

## طالع أيضًا
- الإرهاب في كينيا
- قائمة الحوادث الإرهابية، 2015